# Aleksandra Kujałowicz
Aleksandra Kujałowicz, ps. Oleńka (ur. 7 sierpnia 1909 roku w Poddubówku, zm. 26 kwietnia 1940 roku lesie koło wsi Szwajcaria) – polska nauczycielka, działaczka społeczna, członek Tymczasowej Rady Ziemi Suwalskiej – pierwszej organizacji konspiracyjnej działającej na Suwalszczyźnie na początku II wojny światowej.

## Dzieciństwo i okres przedwojenny
Urodziła się 7 sierpnia 1909 roku w Poddubówku koło Suwałk w rodzinie Pawła Kujałowicza i Łucji z Banaszewskich. Po ukończeniu szkoły powszechnej uczyła się w Państwowej Preparandzie Nauczycielskiej a następnie w Państwowym Seminarium Nauczycielskim w Suwałkach, które ukończyła w 1932 roku. Pracowała jako nauczycielka w szkołach powszechnych w Lizdejkach koło Rutki-Tartaku, Bakałarzewie i Janówce koło Augustowa. Do wybuchu wojny działała w Polskim Związku Zachodnim i angażowała się w sprawy społeczne.

## II wojna światowa
W czasie wojny obronnej 1939 r. Suwalszczyzna została początkowo zajęta przez Armię Czerwoną (25 września). Trzy dni później Niemcy i ZSRR podpisały pakt o przyjaźni i granicach, zgodnie z którym Suwałki i północna część Puszczy Augustowskiej przypadły w udziale III Rzeszy. Armia niemiecka wkroczyła do Suwałk 12 października 1939 roku. 
Po zajęciu Suwałk przez Niemców Aleksandra Kujałowicz przyłączyła się do organizacji konspiracyjnej kpt. Stanisława Bielickiego, który pod koniec września wraz z kilkoma podkomendnymi przybył na Suwalszczyznę. Grupa ta była pierwszą w czasie II wojny światowej organizacją podziemną działającą w tym rejonie. Bielicki przez pewien czas mieszkał w domu rodzinnym Kujałowiczów w Poddubówku, gdzie znajdowała się tym samym kwatera grupy. Aleksandra Kujałowicz przyjęła w grupie pseudonim „Oleńka”. Organizacja, która przyjęła nazwę Tymczasowa Rada Ziemi Suwalskiej, zajmowała się rozbudową siatki konspiracyjnej i zdobywaniem broni, kolportażem ulotek oraz zbieraniem informacji o siłach niemieckich na Suwalszczyźnie. 
W październiku 1939 roku Aleksandra Kujałowicz przeniosła się do Suwałk, gdzie zamieszkała razem z kpt. Bielickim i jego żoną przy ul. Kościuszki 47.

### Akcja „Hańcza”

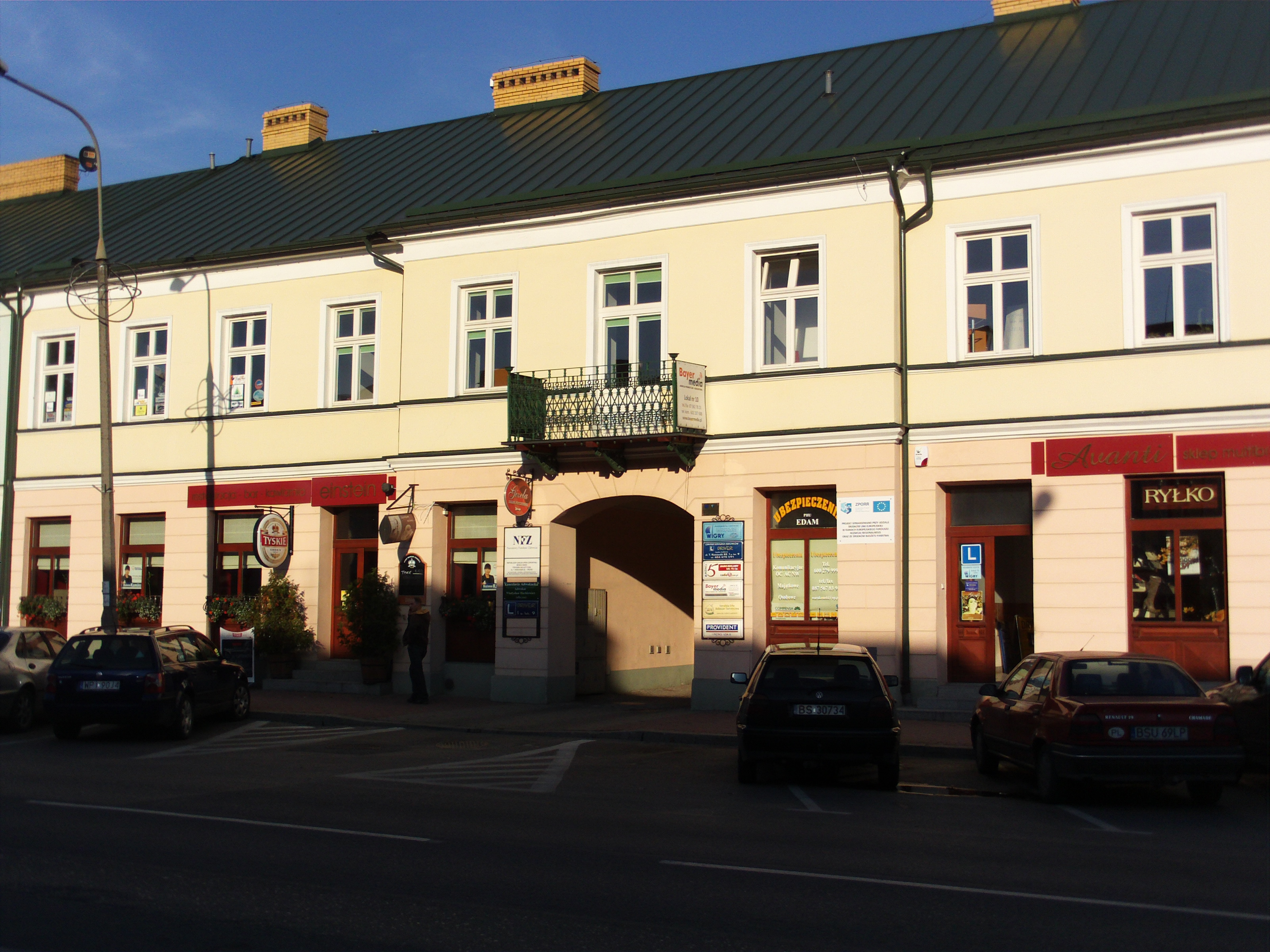
Zabytkowy dom z XIX wieku przy ulicy Kościuszki 82 w Suwałkach, w którym w czasie wojny mieściło się kino tylko dla Niemców „Filmia”, planowany cel akcji „Hańcza”.

Na początku listopada 1939 roku rozpoczęto również przygotowania do przeprowadzenia akcji dywersyjnych. Pierwsza zaplanowana akcja otrzymała kryptonim „Hańcza”. Konspiratorzy zamierzali przeprowadzić zamach w kinie „Filmia” przy ulicy Kościuszki 82, przeznaczonym tylko dla Niemców. Przy użyciu podkopu pod budynkiem miał zostać umieszczony ładunek wybuchowy przeznaczony do zdetonowania w czasie premiery filmowej, na której zgromadziłoby się wielu Niemców.

### Aresztowanie i śmierć
Plan zamachu nie powiódł się z powodu aresztowania członków Tymczasowej Rady Ziemi Suwalskiej przez gestapo. Do dekonspiracji doszło dzięki informacjom przekazywanym przez członka grupy, Zygmunta Majchrzaka, byłego podoficera Korpus Ochrony Pogranicza i współpracownika Abwehry (od 1935 roku). Aleksandra Kujałowicz została aresztowana 16 listopada 1939 roku wraz z 12 innymi członkami organizacji.
W czasie śledztwa członkowie organizacji byli bici i torturowani. Na początku kwietnia 1940 roku sprawę skierowano do sądu doraźnego gestapo w Tylży, który 10 kwietnia skazał wszystkich aresztowanych na karę śmierci przez rozstrzelanie.
Aleksandra Kujałowicz została rozstrzelana wraz z pozostałymi skazanymi 26 kwietnia 1940 roku o godzinie 18:00 w lesie w pobliżu wsi Szwajcaria (obecnie osiedle Suwałk) przy drodze z Suwałk do Jeleniewa i pochowana w zbiorowej mogile. 

## Upamiętnienie
W miejscu egzekucji i pochówku konspiratorów, wskazanym po wojnie przez miejscową ludność, postawiono pomnik w postaci betonowej ściany zwieńczonej krzyżem. Mogiła jest otoczona żeliwnym ogrodzeniem. Pośrodku pomnika znajduje się granitowa płyta z nazwiskami zamordowanych członków Tymczasowej Rady Ziemi Suwalskiej. Pomnik figuruje w rejestrze zabytków województwa podlaskiego pod numerem A-952 z 15 kwietnia 1993 roku.
9 maja 1989 roku imię Aleksandry Kujałowicz otrzymała Szkoła Podstawowa nr 6 w Suwałkach. W szkolnej izbie pamięci znajdują się dokumenty związane z patronką. Aleksandrę Kujałowicz upamiętnia również hymn szkoły.
W maju 2013 roku z okazji 50-lecia Szkoły Podstawowej nr 6 Grupa Rekonstrukcji Historycznych „Garnizon Suwałki” działająca przy Muzeum Okręgowym w Suwałkach przygotowała widowisko historyczne upamiętniające patronkę szkoły.
26 kwietnia 2015 roku przy pomniku odbyły się uroczystości upamiętniające 75. rocznicę śmierci członków Tymczasowej Rady Ziemi Suwalskiej. W uroczystości udział wzięli m.in. kombatanci, uczniowie Szkoły Podstawowej nr 6 i harcerze.
Jej biogram znalazł się w monografii "Wsie gminy Suwałki" z 2018 roku. We wspomnieniach była zdolną, ładną, pogodną i serdeczną osobą.